# أفندم
فندم (بالتركية: EFENDIM) كلمة تركية الأصل وتعنى (سيدي)، وكذلك (إجابة نداء) ورد على من يطلبك، وتستعمل بكثرة في اللغة العامية وتستخدم كي تخاطب من هو صاحب مكانة عالية أو احترام (في الخدمة العسكرية غالبًا) وهي كلمه يستخدمها الاتراك والمصريين.
وعندما تستعمل أيضًا بصيغة «أفندم؟» فتعني «معذرة لم أفهم ما قلت»، أو عندما تستعمل بصوت جاد وحازم تعني «نعم، لقد فهمت».